# 拉胡尔-斯皮提语
拉胡尔-斯皮提语（Lahuli–Spiti），或者称为斯皮提-库努-加尔扎语（Spiti-Khunu-Garzha）是中部藏语群与阿里藏语相关的一个小语支在印度雅里安语中的外名，主要分布于今印度喜马偕尔邦的拉胡尔和斯皮提县附近。

## 名称
历史上毕底城曾为上阿里（སྟོད་མངའ་རི）的一部分，与下阿里（今拉达克）相对，语言上也比下阿里更接近卫藏方言。1842年下阿里脱离西藏并入英属印度成为拉达克后，上阿里的毕底山谷也于1846年脱离西藏并入拉达克。因此今天这种变体名称为印度雅里安语中-i后缀的外名，在当地语言中其内名Stodskad即“上方（阿里）话”，或Spitiskad即“毕底话”。由于下阿里已完全脱离西藏，今西藏自治区的相关语言通常简称阿里藏语（省去“上”）。
拉胡尔-斯皮提语可分为以下几种方言：
- 斯皮提语（Spiti）（spt）（Spiti Bhoti）
  - 塔波方言（Tabo）（Sham、下区‘lower region’）
  - 卡扎方言（Kaza）（Bar、中区‘middle region’）
  - 朵特方言（Kyil/Töt）（上区‘higher region’）
  - 品谷方言（Pin valley）
- 上金瑙尔语（Upper Kinnaur、库努-朵喀 Khunu-Tökä）（nes）（Bhoti Kinnauri、Nyamkat、Nyam、Sangyas）
- 加尔扎语（Garzha）（sbu）（拉胡尔语 Lahuli、Lahul Bhoti、Stod Bhoti、sTodpa）
  - 朵特喀特方言Töt-kat、Kolong
  - 达色方言Dartse
  - 科克萨方言Khoksar
  - 帕塔南方言Patanam
- 旁吉语（Pangi)
- 帕尔达语（Paldar)
- 昌巴语（Changpa、Jangpa）
  - 德巴克將巴方言（Durbuk Jangpa)
  - 尼玛將巴方言（Nyoma Jangpa）
- 嘉德语（Jad、Dzad）（jda）（甲當（扎塘）Jadang/Dzathang）
- 图巴语（Tukpa）（tpq）（Nesang、Tsarang、Kunnu）